# Pablo Gargallo
Pablo Emilio Gargallo Catalán (Maella, Zaragoza, 5 de janeiro de 1881 - Reus, Tarragona, 28 de dezembro de 1934) foi um escultor e pintor espanhol considerado um dos escultores mais importantes e inovadores do século XX.

## Principais obras
- Retrato a Pablo Picasso (1913)
- El virtuoso (1921)
- La mujer con la sombrilla (1921)
- Muchacha de Caspe (1929)
- Bailarina española (1931)
- El profeta (1933)

## Galeria

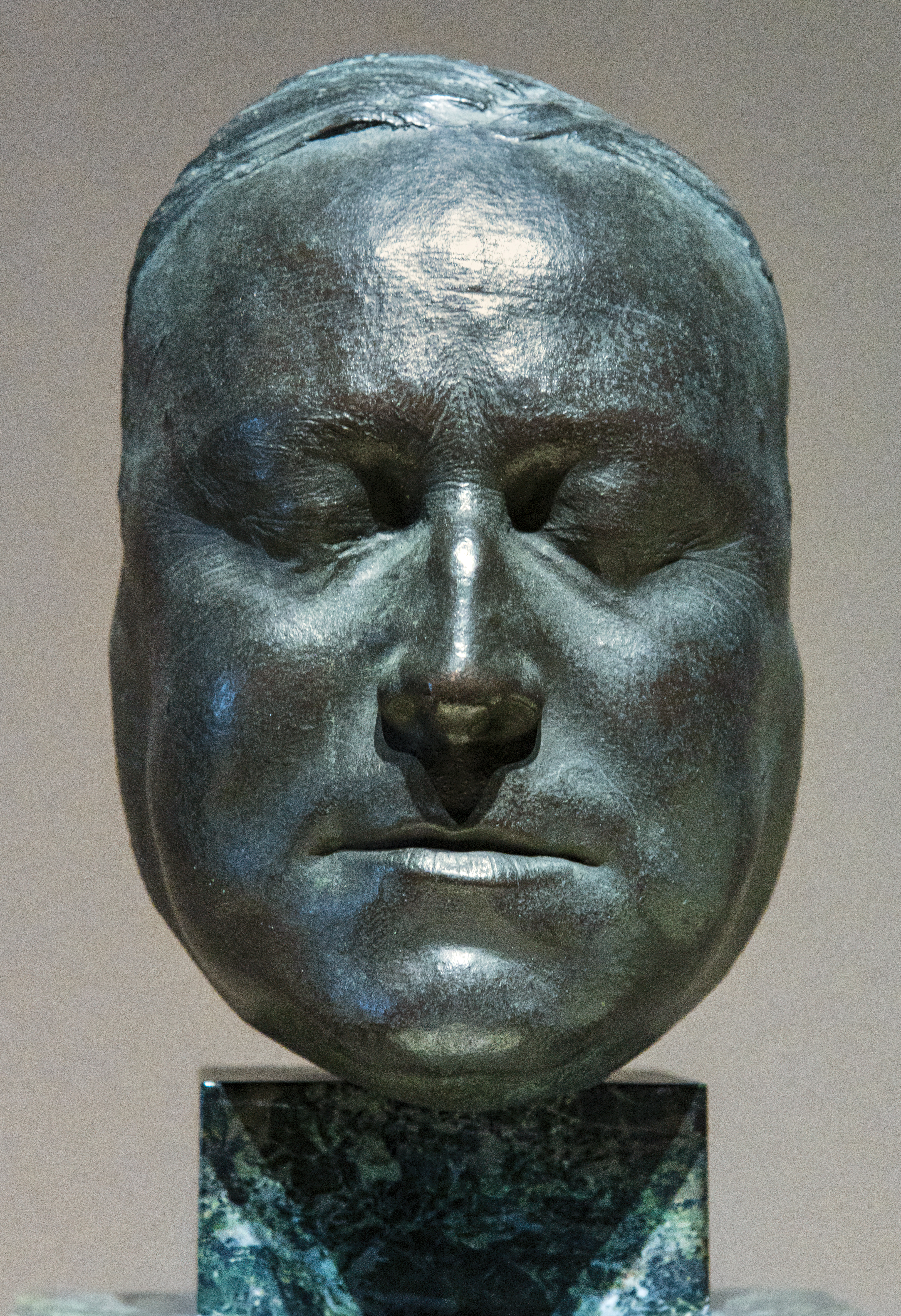
Isidre Nonell, 1911, Museu Nacional de Arte da Catalunha
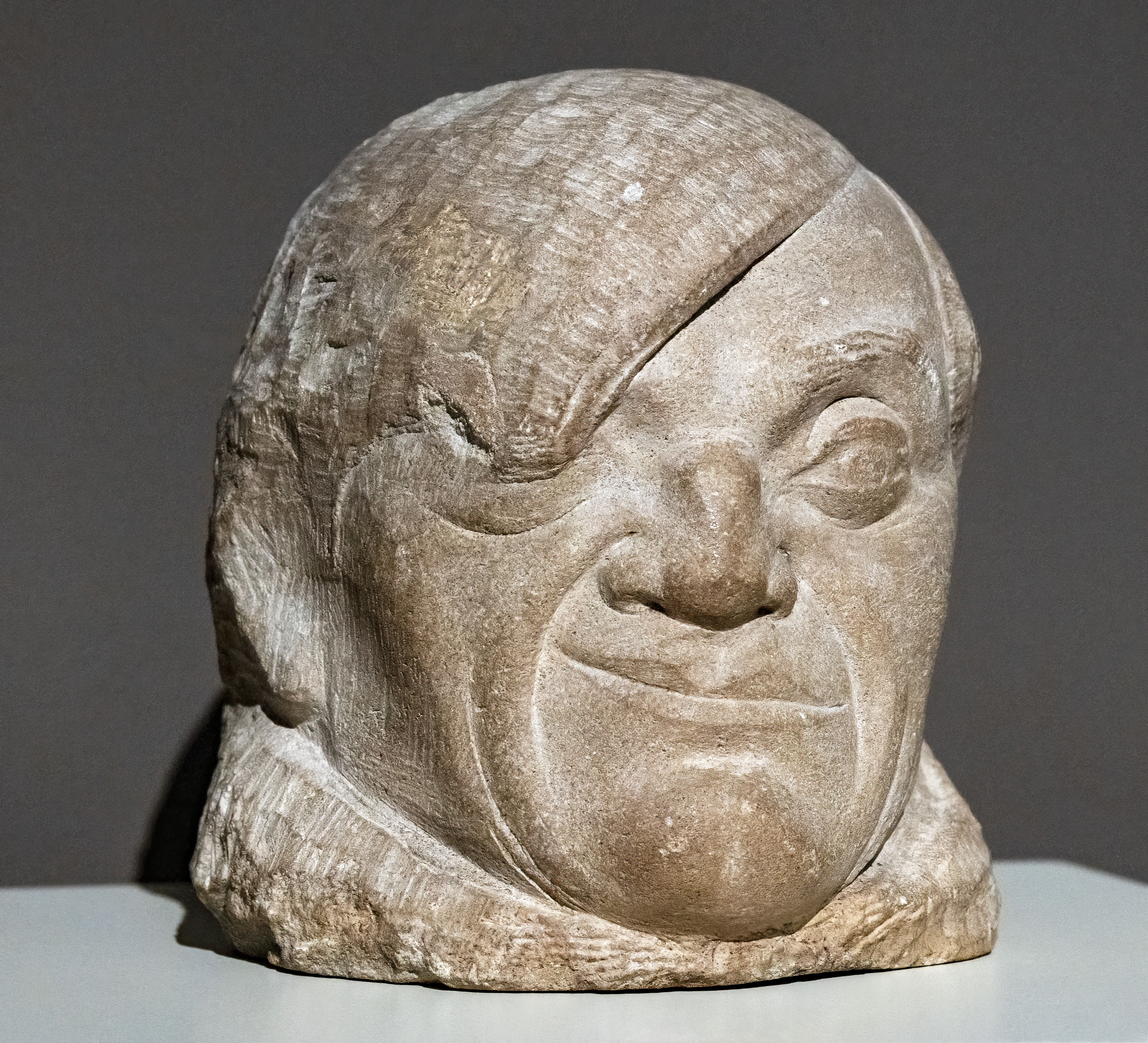
Retrato de Picasso, 1913, Museu Nacional de Arte da Catalunha